# Chiesa di Santa Maria a Radi
La chiesa di Santa Maria a Radi è un edificio sacro situato presso il castello di Radi di Montagna, nel comune di Sovicille, in provincia di Siena.

## Storia e descrizione
La struttura dell'edificio, risalente al XII secolo, è di grande suggestione per la lineare semplicità: la facciata a grosse bozze squadrate ingloba il campanile a vela; sul portale sormontato da una lunetta si apre l'occhio che dava luce all'interno, di forme altrettanto semplici con copertura a capriate. Il complesso è oggi di proprietà privata. Alla chiesa apparteneva il Crocifisso ligneo policromato, capolavoro di Marco Romano, scolpito agli inizi del Trecento, oggi esposta nel Museo civico e d'arte sacra di Colle di Val d'Elsa.